# ريكس بارني
ريكس بارني (بالإنجليزية: Rex Barney)‏ هو لاعب كرة قاعدة أمريكي، ولد في 19 ديسمبر 1924 في أوماها في الولايات المتحدة، وتوفي في 12 أغسطس 1997 في بالتيمور في الولايات المتحدة.

## وصلات خارجية
- ريكس بارني على موقع دوري كرة القاعدة الرئيسي (الإنجليزية)
- ريكس بارني على موقعبيزبول رفرنس.كوم (الدوري الرئيسي) (الإنجليزية)
- ريكس بارني على موقعبيزبول رفرنس.كوم (الدوري الثانوي) (الإنجليزية)
- ريكس بارني على موقع جمعية أبحاث البيسبول الأمريكية (الإنجليزية)
- ريكس بارني على موقع مشجعي الرسوم البيانية (الإنجليزية)